# Manuel Blanco Valderrama
Manuel Blanco Valderrama fue un militar y político español que fue nombrado el 17 de marzo de 1874 gobernador general de Filipinas. En su honor hay una localidad en Fiipinas  en la provincia de antique que lleva su nombre, Valderrama.